# Дракула (телесериал, 1990)
«Дракула: Сериал» (англ. Dracula: The Series) — телесериал совместного производства США и Канады.
Премьера пилотного эпизода под названием Дитя Ночи (англ. Children of the Night) состоялась 29 сентября 1990 года.

## Сюжет
Братья-подростки из США Макс и Кристофер Таунсенды приезжают в Европу к своему эксцентричному дяде Густаву, пока их мама занята работой. Вскоре они понимают: их дядя самый настоящий охотник на вампиров, а богатый и влиятельный промышленник Александр Лукард не кто иной, как граф Дракула. Им придётся через многое пройти, прежде чем остановить злодея, а Густаву — встретиться лицом к лицу со своим обратившимся в вампира сыном.

## В ролях

### Главные герои
- Джо Ронцетти — Максимиллиан «Макс» Таунсенд, один из главных героев, брат Кристофера. Увлекается всем сверхъестественным. Первоначально думал, что его дядя и есть вампир и обратился за помощью к Лукарду. Во втором эпизоде заполучает артефакт Венгерский Крест (англ. Cross of the Magyars), который предотвращает трансформацию в вампира.
- Джейкоб Тирни — Кристофер «Крис» Таунсенд, брат Макса. Мало заинтересован происходящими вокруг него событиями, в основном смотрит телевизор и флиртует с Софией, однако иногда всё же помогает брату.
- Миа Киршнер — София Меттерних, студентка, которая живёт у Густава, обучается музыке. Любовный интерес Кристофера, в четвёртом эпизоде они даже идут на свидание.
- Бернард Беренс — Густав Хельсинг, дядя главных героев, охотник на вампиров. Его собственный сын, Клаус, вампир. Главная цель Густава — уничтожить Лукарда и сделать Клауса вновь человеком. Поначалу ему мешает его же племянник Кристофер, который ошибочно принял дяду за вампира.
- Джорди Джонсон — Александр Лукард / Дракула, богатый городской промышленник, мультимиллионер. Является древним вампиром и заклятым врагом Густава. Многие жители города имеют тайные общие дела с ним. Его инициалы, «А. Лукард», это слово «Дракула», написанное задом наперёд.
- Джерент Вин Дэйвис — Клаус Хельсинг, сын Густава, обращённый в вампира. Один из приспешников Лукарда.

### Приглашённые звёзды
- Ким Коутс — Джонас Кэри. Актёр немого кино, часто игравший вампиров, кумир Густава. Оказывается, что он и есть вампир, однако он никого не кусает.
- Дэнис Форест — Носферату, древний вампир, конкурент Дракулы. Пытался завладеть компанией Лукарда, однако безуспешно. Пробудился, когда его усыпальница была обнаружена археологами.

## Производство
Съёмки проходили в Люксембургe. Производством занималась компания RHI Entertainment, а спецэффекты для сериала создавала канадская компания Gajdecki Visual Effects (GVFX).

## В России
В странах СНГ сериал не имел большой популярности.
23 ноября 2010, а затем вновь 11 января 2011, компания «Флагман-Трейд» выпустила бюджетное издание сериала на DVD.